# 페넬로페

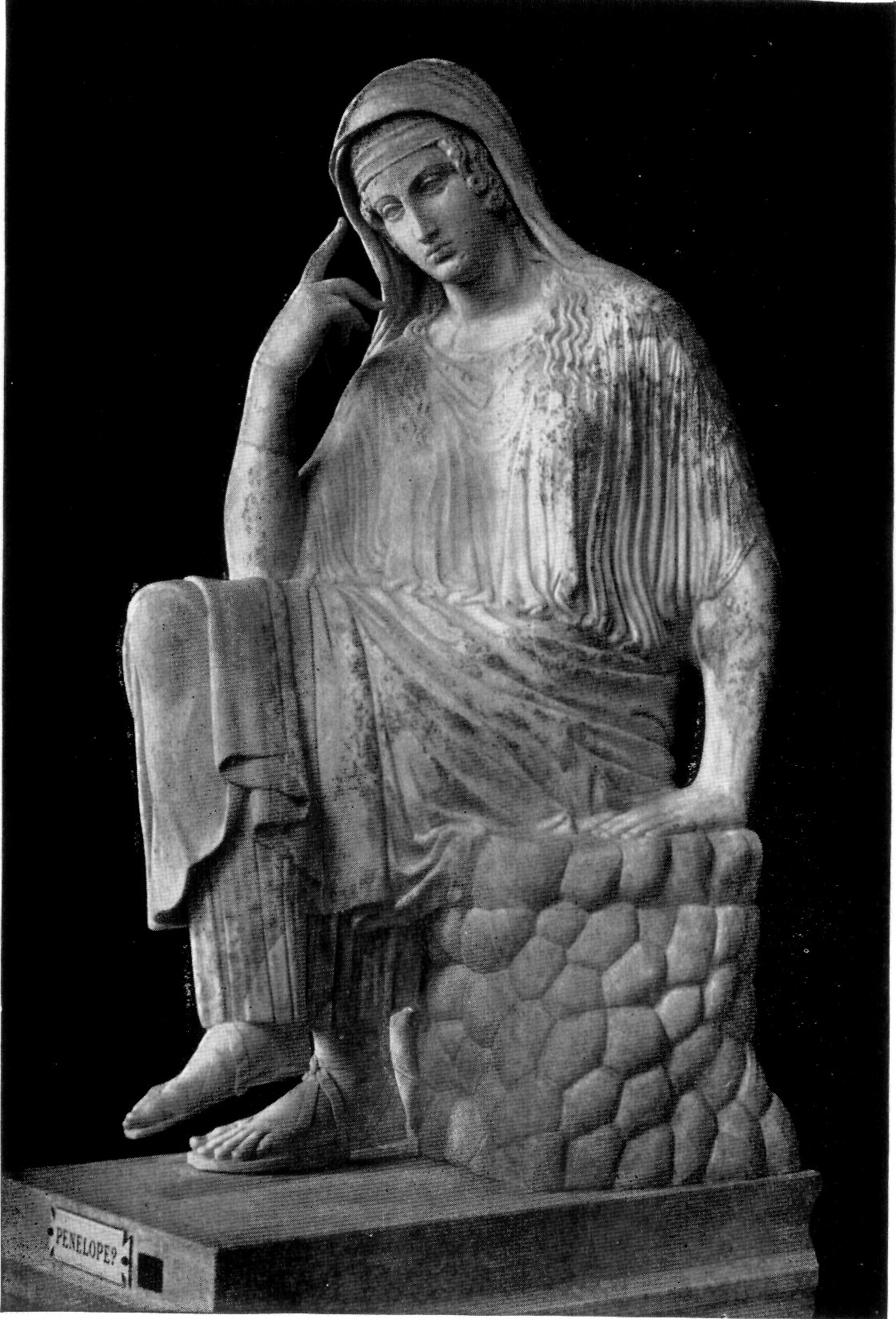

페넬로페(Penelope)는 그리스 신화에 등장하는 여성의 이름으로, 말 그대로 풀이하면 '원앙' 또는 '오리'라는 뜻이다. 오디세우스의 아내이며, 스파르타의 이카리오스와 물의 요정 페리보이아 사이의 딸이다.

## 오디세이아에서의 역할
페넬로페는 이타카의 왕인 오디세우스와 결혼하였으며 그와 외동 아들인 텔레마코스를 낳았다.  그는 오디세우스가 트로이 전쟁에서 싸우기 바로 전에 태어났다.  그녀는 오디세우스가 돌아오기를 20년 동안 기다렸는 데, 그 와중에 108명의 청원인들과의 결혼을 늦추기 위해 여러 계략을 고안해 내었다.

오디세우스가 돌아오자, 그는 고령의 거렁뱅이로 분장하여, 페넬로페가 배신하지 않은 것을 알게 된다.  그녀가 재혼을 미룬것에 대한 노고는 그녀의 남편인 오디세우스에 대한 결혼의 충실도를 상징하는 것으로 알려졌다. 